# Vamdrup Sogn
Vamdrup Sogn er et sogn i Kolding Provsti (Haderslev Stift).
I 1800-tallet var Hjarup Sogn og Vamdrup Sogn to selvstændige pastorater, der hørte til Andst Herred i Ribe Amt. De udgjorde én sognekommune, men den blev senere delt så hvert sogn blev en selvstændig sognekommune. Ved kommunalreformen i 1970 dannede Vamdrup og Hjarup Vamdrup Kommune, der ved strukturreformen i 2007 indgik i Kolding Kommune.
I Vamdrup Sogn ligger Vamdrup Kirke.
I sognet findes følgende autoriserede stednavne:
- Bastrup (bebyggelse, ejerlav)
- Bastrup Mose (areal)
- Bastrup Skov (areal)
- Bastrupskov (bebyggelse)
- Blåå (vandareal)
- Bønstrup (bebyggelse, ejerlav)
- Hafdrup (bebyggelse, ejerlav)
- Holt (bebyggelse, ejerlav)
- Horskær (bebyggelse)
- Nyskov (bebyggelse)
- Pottehuse (bebyggelse)
- Søgård Mark (bebyggelse)
- Vamdrup (bebyggelse)
- Vester Vamdrup (bebyggelse, ejerlav)
- Øster Vamdrup (bebyggelse, ejerlav)
- Østerby (bebyggelse)